# BYD Seal
La BYD Seal, chiamata anche BYD Atto 4, è un'autovettura elettrica prodotta dalla casa automobilistica cinese BYD Auto dal 2022.

## Contesto e storia
La BYD Seal è stata svelata al Salone dell'Auto di Parigi 2022, e poi presentata in dettaglio l'11 aprile 2023 in Belgio prima del suo lancio commerciale in Europa a partire da agosto 2023. La Seal è una berlina elettrica di grandi dimensioni alimentata da batteria agli ioni di litio, secondo modello della serie Ocean Animal dopo la BYD Dolphin. In alcuni mercati come quello australiano, la Seal viene venduta come BYD Atto 4.
La Seal è costruita sulla e-Platform 3.0, una nuova piattaforma caratterizza dalla presenza di un sistema elettrico a 800 Volt. La vettura è stata anticipata dalla concept car BYD Ocean-X Concept, presentata nel settembre 2021.
Sono disponibili tre versioni: una base a trazione posteriore con singolo motore da 150 kW (200 CV), una media sempre a trazione posteriore monomotore da 230 kW (310 CV) e una top di gamma a trazione integrale con doppio motore anteriore e posteriore da 160 kW e 230 kW. L'autonomia dichiarata si attesta tra i 530 e i 550 km, che varia in base alla tipologia di motorizzazione.
La velocità massima della Seal è limitata a 180 km/h (110 mph), mentre l'accelerazione da 0 a 100 km/h viene effettuata in circa 4 secondi per il modello a trazione integrale.